# Bryolawtonia vancouveriensis
Bryolawtonia vancouveriensis là một loài rêu trong họ Thamnobryaceae. Loài này được (Kindb.) D.H. Norris & Enroth mô tả khoa học đầu tiên năm 1990.